# 1984年のアメリカンリーグチャンピオンシップシリーズ
1984年の野球において、メジャーリーグベースボール（MLB）のポストシーズンは10月2日に開幕した。アメリカンリーグの第16回リーグチャンピオンシップシリーズ（16th American League Championship Series、以下「リーグ優勝決定戦」と表記）は、同日から5日にかけて計3試合が開催された。その結果、デトロイト・タイガース（東地区）がカンザスシティ・ロイヤルズ（西地区）を3勝0敗で下し、16年ぶり9回目のリーグ優勝およびワールドシリーズ進出を果たした。
この年のレギュラーシーズンでは両球団は12試合対戦し、タイガースが7勝5敗と勝ち越していた。タイガースが先勝した翌日の第2戦では、ロイヤルズのブレット・セイバーヘイゲンがポストシーズン史上最年少の20歳175日で先発登板した。タイガースはこの試合も延長戦の末に制すると、移動日を挟んで第3戦にも勝利し、負けなしのいわゆる "スウィープ"
でリーグ優勝を決めた。シリーズMVPには、第2戦の初回表に先制の適時二塁打を放つなど、3試合で打率.417・1本塁打・2打点・OPS 1.250という成績を残したタイガースのカーク・ギブソンが選出された。このあとタイガースは、ワールドシリーズでもナショナルリーグ王者サンディエゴ・パドレスを4勝1敗で下し、16年ぶり4回目の優勝を成し遂げた。
今シリーズでは、MLB審判員の労働組合がポストシーズン出場給の分配条件変更を求めてストライキを決行したため、引退した元審判員やアマチュア審判員らが代わりに出場した。ビル・ディーガンは、複数試合連続で球審を務めたMLB史上初の人物となった。労使交渉の妥結は7日と、今シリーズの決着には間に合わなかった。

## 試合結果
1984年のアメリカンリーグ優勝決定戦は10月2日に開幕し、途中に移動日を挟んで4日間で3試合が行われた。日程・結果は以下の通り。
| 日付                                                   | 試合  | ビジター球団（先攻）       | スコア | ホーム球団（後攻）         | 開催球場               | 開催球場                                   |
| ------------------------------------------------------ | ----- | -------------------------- | ------ | -------------------------- | ---------------------- | ------------------------------------------ |
| 10月02日（火）                                         | 第1戦 | デトロイト・タイガース     | 8－1   | カンザスシティ・ロイヤルズ | ロイヤルズ・スタジアム | ロイヤルズ・スタジアムタイガー・スタジアム |
| 10月03日（水）                                         | 第2戦 | デトロイト・タイガース     | 5－3   | カンザスシティ・ロイヤルズ | ロイヤルズ・スタジアム | ロイヤルズ・スタジアムタイガー・スタジアム |
| 10月04日（木）                                         |       | 移動日                     | 移動日 | 移動日                     |                        | ロイヤルズ・スタジアムタイガー・スタジアム |
| 10月05日（金）                                         | 第3戦 | カンザスシティ・ロイヤルズ | 0－1   | デトロイト・タイガース     | タイガー・スタジアム   | ロイヤルズ・スタジアムタイガー・スタジアム |
| 優勝：デトロイト・タイガース（3勝0敗 / 16年ぶり9度目） |       |                            |        |                            |                        | ロイヤルズ・スタジアムタイガー・スタジアム |

### 第1戦 10月2日
- ロイヤルズ・スタジアム（ミズーリ州カンザスシティ）

|                            | 1 | 2 | 3 | 4 | 5 | 6 | 7 | 8 | 9 | R | H  | E |
| -------------------------- | - | - | - | - | - | - | - | - | - | - | -- | - |
| デトロイト・タイガース     | 2 | 0 | 0 | 1 | 1 | 0 | 1 | 2 | 1 | 8 | 14 | 0 |
| カンザスシティ・ロイヤルズ | 0 | 0 | 0 | 0 | 0 | 0 | 1 | 0 | 0 | 1 | 5  | 1 |

1. 勝利：ジャック・モリス（1勝）
2. 敗戦：バド・ブラック（1敗）
3. 本塁打
DET：ラリー・ハーンドン1号ソロ、アラン・トランメル1号ソロ、ランス・パリッシュ1号ソロ
4. 審判
［球審］ビル・ディーガン
［塁審］一塁: ジョン・バイブル、二塁: ランディ・クリスタル、三塁: ラリー・ザーベル
［外審］左翼: ハロルド・ジョーダン、右翼: マイク・オデル
5. 試合開始時刻: 中部夏時間（UTC-5）午後7時30分  試合時間: 2時間42分  観客: 4万1973人
詳細: Baseball-Reference.com

| デトロイト・タイガース | デトロイト・タイガース | デトロイト・タイガース | デトロイト・タイガース | デトロイト・タイガース | カンザスシティ・ロイヤルズ | カンザスシティ・ロイヤルズ | カンザスシティ・ロイヤルズ | カンザスシティ・ロイヤルズ | カンザスシティ・ロイヤルズ                                                                                             |
| ---------------------- | ---------------------- | ---------------------- | ---------------------- | --- | -------------------------- | -------------------------- | -------------------------- | -------------------------- | --- |
| 打順                   | 守備                   | 選手                   | 打席                   | J・モリスL・パリッシュD・エバンスL・ウィテカーM・カス · ティーヨA・トランメルL・ハーンドンC・レモンK・ギブソンB・ガーベイ | 打順                       | 守備                       | 選手                       | 打席                       | B・ブラックD・スロートS・バルボニF・ホワイトG・ブレットO・コンセプシオンD・モトリーW・ウィルソンP・シェリダンJ・オータ |
| 1                      | 二                     | L・ウィテカー          | 左                     | J・モリスL・パリッシュD・エバンスL・ウィテカーM・カス · ティーヨA・トランメルL・ハーンドンC・レモンK・ギブソンB・ガーベイ | 1                          | 中                         | W・ウィルソン              | 両                         | B・ブラックD・スロートS・バルボニF・ホワイトG・ブレットO・コンセプシオンD・モトリーW・ウィルソンP・シェリダンJ・オータ |
| 2                      | 遊                     | A・トランメル          | 右                     | J・モリスL・パリッシュD・エバンスL・ウィテカーM・カス · ティーヨA・トランメルL・ハーンドンC・レモンK・ギブソンB・ガーベイ | 2                          | 右                         | P・シェリダン              | 左                         | B・ブラックD・スロートS・バルボニF・ホワイトG・ブレットO・コンセプシオンD・モトリーW・ウィルソンP・シェリダンJ・オータ |
| 3                      | 右                     | K・ギブソン            | 左                     | J・モリスL・パリッシュD・エバンスL・ウィテカーM・カス · ティーヨA・トランメルL・ハーンドンC・レモンK・ギブソンB・ガーベイ | 3                          | 三                         | G・ブレット                | 左                         | B・ブラックD・スロートS・バルボニF・ホワイトG・ブレットO・コンセプシオンD・モトリーW・ウィルソンP・シェリダンJ・オータ |
| 4                      | 捕                     | L・パリッシュ          | 右                     | J・モリスL・パリッシュD・エバンスL・ウィテカーM・カス · ティーヨA・トランメルL・ハーンドンC・レモンK・ギブソンB・ガーベイ | 4                          | DH                         | J・オータ                  | 左                         | B・ブラックD・スロートS・バルボニF・ホワイトG・ブレットO・コンセプシオンD・モトリーW・ウィルソンP・シェリダンJ・オータ |
| 5                      | 左                     | L・ハーンドン          | 右                     | J・モリスL・パリッシュD・エバンスL・ウィテカーM・カス · ティーヨA・トランメルL・ハーンドンC・レモンK・ギブソンB・ガーベイ | 5                          | 左                         | D・モトリー                | 右                         | B・ブラックD・スロートS・バルボニF・ホワイトG・ブレットO・コンセプシオンD・モトリーW・ウィルソンP・シェリダンJ・オータ |
| 6                      | DH                     | B・ガーベイ            | 右                     | J・モリスL・パリッシュD・エバンスL・ウィテカーM・カス · ティーヨA・トランメルL・ハーンドンC・レモンK・ギブソンB・ガーベイ | 6                          | 一                         | S・バルボニ                | 右                         | B・ブラックD・スロートS・バルボニF・ホワイトG・ブレットO・コンセプシオンD・モトリーW・ウィルソンP・シェリダンJ・オータ |
| 7                      | 中                     | C・レモン              | 右                     | J・モリスL・パリッシュD・エバンスL・ウィテカーM・カス · ティーヨA・トランメルL・ハーンドンC・レモンK・ギブソンB・ガーベイ | 7                          | 二                         | F・ホワイト                | 右                         | B・ブラックD・スロートS・バルボニF・ホワイトG・ブレットO・コンセプシオンD・モトリーW・ウィルソンP・シェリダンJ・オータ |
| 8                      | 一                     | D・エバンス            | 左                     | J・モリスL・パリッシュD・エバンスL・ウィテカーM・カス · ティーヨA・トランメルL・ハーンドンC・レモンK・ギブソンB・ガーベイ | 8                          | 捕                         | D・スロート                | 右                         | B・ブラックD・スロートS・バルボニF・ホワイトG・ブレットO・コンセプシオンD・モトリーW・ウィルソンP・シェリダンJ・オータ |
| 9                      | 三                     | M・カスティーヨ        | 右                     | J・モリスL・パリッシュD・エバンスL・ウィテカーM・カス · ティーヨA・トランメルL・ハーンドンC・レモンK・ギブソンB・ガーベイ | 9                          | 遊                         | O・コンセプシオン          | 右                         | B・ブラックD・スロートS・バルボニF・ホワイトG・ブレットO・コンセプシオンD・モトリーW・ウィルソンP・シェリダンJ・オータ |
| 先発投手               | 先発投手               | 先発投手               | 投球                   | J・モリスL・パリッシュD・エバンスL・ウィテカーM・カス · ティーヨA・トランメルL・ハーンドンC・レモンK・ギブソンB・ガーベイ | 先発投手                   | 先発投手                   | 先発投手                   | 投球                       | B・ブラックD・スロートS・バルボニF・ホワイトG・ブレットO・コンセプシオンD・モトリーW・ウィルソンP・シェリダンJ・オータ |
| J・モリス              | J・モリス              | J・モリス              | 右                     | J・モリスL・パリッシュD・エバンスL・ウィテカーM・カス · ティーヨA・トランメルL・ハーンドンC・レモンK・ギブソンB・ガーベイ | B・ブラック                | B・ブラック                | B・ブラック                | 左                         | B・ブラックD・スロートS・バルボニF・ホワイトG・ブレットO・コンセプシオンD・モトリーW・ウィルソンP・シェリダンJ・オータ |

### 第2戦 10月3日
- ロイヤルズ・スタジアム（ミズーリ州カンザスシティ）

|                            | 1 | 2 | 3 | 4 | 5 | 6 | 7 | 8 | 9 | 10 | 11 | R | H  | E |
| -------------------------- | - | - | - | - | - | - | - | - | - | -- | -- | - | -- | - |
| デトロイト・タイガース     | 2 | 0 | 1 | 0 | 0 | 0 | 0 | 0 | 0 | 0  | 2  | 5 | 8  | 1 |
| カンザスシティ・ロイヤルズ | 0 | 0 | 0 | 1 | 0 | 0 | 1 | 1 | 0 | 0  | 0  | 3 | 10 | 3 |

1. 勝利：アウレリオ・ロペス（1勝）
2. 敗戦：ダン・クイゼンベリー（1敗）
3. 本塁打
DET：カーク・ギブソン1号ソロ
4. 審判
［球審］ビル・ディーガン
［塁審］一塁: ジョン・バイブル、二塁: ランディ・クリスタル、三塁: ボブ・ジョーンズ
［外審］左翼: リチャード・デニー、右翼: カール・ノスナーゲル
5. 試合開始時刻: 中部夏時間（UTC-5）午後7時25分  試合時間: 3時間37分  観客: 4万2019人
詳細: Baseball-Reference.com

| デトロイト・タイガース | デトロイト・タイガース | デトロイト・タイガース | デトロイト・タイガース | デトロイト・タイガース                                                                                               | カンザスシティ・ロイヤルズ | カンザスシティ・ロイヤルズ | カンザスシティ・ロイヤルズ | カンザスシティ・ロイヤルズ | カンザスシティ・ロイヤルズ |
| ---------------------- | ---------------------- | ---------------------- | ---------------------- | --- | -------------------------- | -------------------------- | -------------------------- | -------------------------- | --- |
| 打順                   | 守備                   | 選手                   | 打席                   | D・ペトリーL・パリッシュD・バーグマンL・ウィテカーD・エバンスA・トランメルR・ジョーンズC・レモンK・ギブソンJ・グラブ | 打順                       | 守備                       | 選手                       | 打席                       | B・セイバーヘイゲンD・スロートS・バルボニF・ホワイトG・ブレットO・コンセプシオンD・モトリーW・ウィルソンP・シェリダンJ・オータ |
| 1                      | 二                     | L・ウィテカー          | 左                     | D・ペトリーL・パリッシュD・バーグマンL・ウィテカーD・エバンスA・トランメルR・ジョーンズC・レモンK・ギブソンJ・グラブ | 1                          | 中                         | W・ウィルソン              | 両                         | B・セイバーヘイゲンD・スロートS・バルボニF・ホワイトG・ブレットO・コンセプシオンD・モトリーW・ウィルソンP・シェリダンJ・オータ |
| 2                      | 遊                     | A・トランメル          | 右                     | D・ペトリーL・パリッシュD・バーグマンL・ウィテカーD・エバンスA・トランメルR・ジョーンズC・レモンK・ギブソンJ・グラブ | 2                          | 右                         | P・シェリダン              | 左                         | B・セイバーヘイゲンD・スロートS・バルボニF・ホワイトG・ブレットO・コンセプシオンD・モトリーW・ウィルソンP・シェリダンJ・オータ |
| 3                      | 右                     | K・ギブソン            | 左                     | D・ペトリーL・パリッシュD・バーグマンL・ウィテカーD・エバンスA・トランメルR・ジョーンズC・レモンK・ギブソンJ・グラブ | 3                          | 三                         | G・ブレット                | 左                         | B・セイバーヘイゲンD・スロートS・バルボニF・ホワイトG・ブレットO・コンセプシオンD・モトリーW・ウィルソンP・シェリダンJ・オータ |
| 4                      | 捕                     | L・パリッシュ          | 右                     | D・ペトリーL・パリッシュD・バーグマンL・ウィテカーD・エバンスA・トランメルR・ジョーンズC・レモンK・ギブソンJ・グラブ | 4                          | DH                         | J・オータ                  | 左                         | B・セイバーヘイゲンD・スロートS・バルボニF・ホワイトG・ブレットO・コンセプシオンD・モトリーW・ウィルソンP・シェリダンJ・オータ |
| 5                      | 三                     | D・エバンス            | 左                     | D・ペトリーL・パリッシュD・バーグマンL・ウィテカーD・エバンスA・トランメルR・ジョーンズC・レモンK・ギブソンJ・グラブ | 5                          | 左                         | D・モトリー                | 右                         | B・セイバーヘイゲンD・スロートS・バルボニF・ホワイトG・ブレットO・コンセプシオンD・モトリーW・ウィルソンP・シェリダンJ・オータ |
| 6                      | 左                     | R・ジョーンズ          | 左                     | D・ペトリーL・パリッシュD・バーグマンL・ウィテカーD・エバンスA・トランメルR・ジョーンズC・レモンK・ギブソンJ・グラブ | 6                          | 一                         | S・バルボニ                | 右                         | B・セイバーヘイゲンD・スロートS・バルボニF・ホワイトG・ブレットO・コンセプシオンD・モトリーW・ウィルソンP・シェリダンJ・オータ |
| 7                      | DH                     | J・グラブ              | 左                     | D・ペトリーL・パリッシュD・バーグマンL・ウィテカーD・エバンスA・トランメルR・ジョーンズC・レモンK・ギブソンJ・グラブ | 7                          | 二                         | F・ホワイト                | 右                         | B・セイバーヘイゲンD・スロートS・バルボニF・ホワイトG・ブレットO・コンセプシオンD・モトリーW・ウィルソンP・シェリダンJ・オータ |
| 8                      | 中                     | C・レモン              | 右                     | D・ペトリーL・パリッシュD・バーグマンL・ウィテカーD・エバンスA・トランメルR・ジョーンズC・レモンK・ギブソンJ・グラブ | 8                          | 捕                         | D・スロート                | 右                         | B・セイバーヘイゲンD・スロートS・バルボニF・ホワイトG・ブレットO・コンセプシオンD・モトリーW・ウィルソンP・シェリダンJ・オータ |
| 9                      | 一                     | D・バーグマン          | 左                     | D・ペトリーL・パリッシュD・バーグマンL・ウィテカーD・エバンスA・トランメルR・ジョーンズC・レモンK・ギブソンJ・グラブ | 9                          | 遊                         | O・コンセプシオン          | 右                         | B・セイバーヘイゲンD・スロートS・バルボニF・ホワイトG・ブレットO・コンセプシオンD・モトリーW・ウィルソンP・シェリダンJ・オータ |
| 先発投手               | 先発投手               | 先発投手               | 投球                   | D・ペトリーL・パリッシュD・バーグマンL・ウィテカーD・エバンスA・トランメルR・ジョーンズC・レモンK・ギブソンJ・グラブ | 先発投手                   | 先発投手                   | 先発投手                   | 投球                       | B・セイバーヘイゲンD・スロートS・バルボニF・ホワイトG・ブレットO・コンセプシオンD・モトリーW・ウィルソンP・シェリダンJ・オータ |
| D・ペトリー            | D・ペトリー            | D・ペトリー            | 右                     | D・ペトリーL・パリッシュD・バーグマンL・ウィテカーD・エバンスA・トランメルR・ジョーンズC・レモンK・ギブソンJ・グラブ | B・セイバーヘイゲン        | B・セイバーヘイゲン        | B・セイバーヘイゲン        | 右                         | B・セイバーヘイゲンD・スロートS・バルボニF・ホワイトG・ブレットO・コンセプシオンD・モトリーW・ウィルソンP・シェリダンJ・オータ |

### 第3戦 10月5日
- タイガー・スタジアム（ミシガン州デトロイト）

|                            | 1 | 2 | 3 | 4 | 5 | 6 | 7 | 8 | 9 | R | H | E |
| -------------------------- | - | - | - | - | - | - | - | - | - | - | - | - |
| カンザスシティ・ロイヤルズ | 0 | 0 | 0 | 0 | 0 | 0 | 0 | 0 | 0 | 0 | 3 | 3 |
| デトロイト・タイガース     | 0 | 1 | 0 | 0 | 0 | 0 | 0 | 0 | X | 1 | 3 | 0 |

1. 勝利：ミルト・ウィルコックス（1勝）
2. セーブ：ウィリー・ヘルナンデス（1S）
3. 敗戦：チャーリー・リーブラント（1敗）
4. 審判
［球審］ビル・ディーガン
［塁審］一塁: ジョン・バイブル、二塁: ランディ・クリスタル、三塁: ダグ・コッシー
［外審］左翼: ディック・ランチー、右翼: ディック・ジビック
5. 試合開始時刻: 東部夏時間（UTC-4）午後1時00分  試合時間: 2時間39分  観客: 5万2168人
詳細: Baseball-Reference.com

| カンザスシティ・ロイヤルズ | カンザスシティ・ロイヤルズ | カンザスシティ・ロイヤルズ | カンザスシティ・ロイヤルズ | カンザスシティ・ロイヤルズ                                                                                                 | デトロイト・タイガース | デトロイト・タイガース | デトロイト・タイガース | デトロイト・タイガース | デトロイト・タイガース |
| -------------------------- | -------------------------- | -------------------------- | -------------------------- | --- | ---------------------- | ---------------------- | ---------------------- | ---------------------- | --- |
| 打順                       | 守備                       | 選手                       | 打席                       | C・リーブラントD・スロートS・バルボニF・ホワイトG・ブレットO・コンセプシオンD・モトリーW・ウィルソンP・シェリダンJ・オータ | 打順                   | 守備                   | 選手                   | 打席                   | M・ウィルコックスL・パリッシュD・エバンスL・ウィテカーM・カス · ティーヨA・トランメルL・ハーンドンC・レモンK・ギブソンB・ガーベイ |
| 1                          | 中                         | W・ウィルソン              | 両                         | C・リーブラントD・スロートS・バルボニF・ホワイトG・ブレットO・コンセプシオンD・モトリーW・ウィルソンP・シェリダンJ・オータ | 1                      | 二                     | L・ウィテカー          | 左                     | M・ウィルコックスL・パリッシュD・エバンスL・ウィテカーM・カス · ティーヨA・トランメルL・ハーンドンC・レモンK・ギブソンB・ガーベイ |
| 2                          | 右                         | P・シェリダン              | 左                         | C・リーブラントD・スロートS・バルボニF・ホワイトG・ブレットO・コンセプシオンD・モトリーW・ウィルソンP・シェリダンJ・オータ | 2                      | 遊                     | A・トランメル          | 右                     | M・ウィルコックスL・パリッシュD・エバンスL・ウィテカーM・カス · ティーヨA・トランメルL・ハーンドンC・レモンK・ギブソンB・ガーベイ |
| 3                          | 三                         | G・ブレット                | 左                         | C・リーブラントD・スロートS・バルボニF・ホワイトG・ブレットO・コンセプシオンD・モトリーW・ウィルソンP・シェリダンJ・オータ | 3                      | 右                     | K・ギブソン            | 左                     | M・ウィルコックスL・パリッシュD・エバンスL・ウィテカーM・カス · ティーヨA・トランメルL・ハーンドンC・レモンK・ギブソンB・ガーベイ |
| 4                          | DH                         | J・オータ                  | 左                         | C・リーブラントD・スロートS・バルボニF・ホワイトG・ブレットO・コンセプシオンD・モトリーW・ウィルソンP・シェリダンJ・オータ | 4                      | 捕                     | L・パリッシュ          | 右                     | M・ウィルコックスL・パリッシュD・エバンスL・ウィテカーM・カス · ティーヨA・トランメルL・ハーンドンC・レモンK・ギブソンB・ガーベイ |
| 5                          | 左                         | D・モトリー                | 右                         | C・リーブラントD・スロートS・バルボニF・ホワイトG・ブレットO・コンセプシオンD・モトリーW・ウィルソンP・シェリダンJ・オータ | 5                      | 左                     | L・ハーンドン          | 右                     | M・ウィルコックスL・パリッシュD・エバンスL・ウィテカーM・カス · ティーヨA・トランメルL・ハーンドンC・レモンK・ギブソンB・ガーベイ |
| 6                          | 一                         | S・バルボニ                | 右                         | C・リーブラントD・スロートS・バルボニF・ホワイトG・ブレットO・コンセプシオンD・モトリーW・ウィルソンP・シェリダンJ・オータ | 6                      | DH                     | B・ガーベイ            | 右                     | M・ウィルコックスL・パリッシュD・エバンスL・ウィテカーM・カス · ティーヨA・トランメルL・ハーンドンC・レモンK・ギブソンB・ガーベイ |
| 7                          | 二                         | F・ホワイト                | 右                         | C・リーブラントD・スロートS・バルボニF・ホワイトG・ブレットO・コンセプシオンD・モトリーW・ウィルソンP・シェリダンJ・オータ | 7                      | 中                     | C・レモン              | 右                     | M・ウィルコックスL・パリッシュD・エバンスL・ウィテカーM・カス · ティーヨA・トランメルL・ハーンドンC・レモンK・ギブソンB・ガーベイ |
| 8                          | 捕                         | D・スロート                | 右                         | C・リーブラントD・スロートS・バルボニF・ホワイトG・ブレットO・コンセプシオンD・モトリーW・ウィルソンP・シェリダンJ・オータ | 8                      | 一                     | D・エバンス            | 左                     | M・ウィルコックスL・パリッシュD・エバンスL・ウィテカーM・カス · ティーヨA・トランメルL・ハーンドンC・レモンK・ギブソンB・ガーベイ |
| 9                          | 遊                         | O・コンセプシオン          | 右                         | C・リーブラントD・スロートS・バルボニF・ホワイトG・ブレットO・コンセプシオンD・モトリーW・ウィルソンP・シェリダンJ・オータ | 9                      | 三                     | M・カスティーヨ        | 右                     | M・ウィルコックスL・パリッシュD・エバンスL・ウィテカーM・カス · ティーヨA・トランメルL・ハーンドンC・レモンK・ギブソンB・ガーベイ |
| 先発投手                   | 先発投手                   | 先発投手                   | 投球                       | C・リーブラントD・スロートS・バルボニF・ホワイトG・ブレットO・コンセプシオンD・モトリーW・ウィルソンP・シェリダンJ・オータ | 先発投手               | 先発投手               | 先発投手               | 投球                   | M・ウィルコックスL・パリッシュD・エバンスL・ウィテカーM・カス · ティーヨA・トランメルL・ハーンドンC・レモンK・ギブソンB・ガーベイ |
| C・リーブラント            | C・リーブラント            | C・リーブラント            | 左                         | C・リーブラントD・スロートS・バルボニF・ホワイトG・ブレットO・コンセプシオンD・モトリーW・ウィルソンP・シェリダンJ・オータ | M・ウィルコックス      | M・ウィルコックス      | M・ウィルコックス      | 右                     | M・ウィルコックスL・パリッシュD・エバンスL・ウィテカーM・カス · ティーヨA・トランメルL・ハーンドンC・レモンK・ギブソンB・ガーベイ |